# Thomisus australis
Thomisus australis là một loài nhện trong họ Thomisidae.
Loài này thuộc chi Thomisus. Thomisus australis được miêu tả năm 1957 bởi Comellini.